# العلاقات الكازاخستانية اللاوسية
العلاقات الكازاخستانية اللاوسية هي العلاقات الثنائية التي تجمع بين كازاخستان ولاوس.

## مقارنة بين البلدين
هذه مقارنة عامة ومرجعية للدولتين:
| وجه المقارنة                                              | كازاخستان                      | لاوس        |
| --------------------------------------------------------- | ------------------------------ | ----------- |
| المساحة (كم2)                                             | 2.72 مليون                     | 236.80 ألف  |
| عدد السكان (نسمة)                                         | 17.95 مليون                    | 6.86 مليون  |
| الكثافة السكانية (ن./كم²)                                 | 6.6                            | 28.97       |
| العاصمة                                                   | نور سلطان                      | فيينتيان    |
| اللغة الرسمية                                             | اللغة القازاقية، اللغة الروسية | اللغة اللاو |
| العملة                                                    | تينغ كازاخستاني                | كيب لاوي    |
| الناتج المحلي الإجمالي (بليون دولار)                      | 159.41 مليار                   | 16.85 مليار |
| الناتج المحلي الإجمالي (تعادل القوة الشرائية) بليون دولار | 439.39 مليار                   | 38.71 مليار |
| الناتج المحلي الإجمالي الاسمي للفرد دولار أمريكي          | 10.51 ألف                      | 1.82 ألف    |
| الناتج المحلي الإجمالي للفرد دولار أمريكي                 | 24.23 ألف                      |             |
| مؤشر التنمية البشرية                                      | 0.788                          | 0.575       |
| رمز المكالمات الدولي                                      | +7                             | +856        |
| رمز الإنترنت                                              | .kz، .қаз ‏                     | .la         |
| المنطقة الزمنية                                           | ت ع م+05:00، ت ع م+06:00       | ت ع م+07:00 |

## منظمات دولية مشتركة
يشترك البلدان في عضوية مجموعة من المنظمات الدولية، منها:
| علم المنظمة | اسم المنظمة                        | تاريخ انضمام كازاخستان | تاريخ انضمام لاوس |
| ----------- | ---------------------------------- | ---------------------- | ----------------- |
|             | البنك الدولي للإنشاء والتعمير      | 23 يوليو 1992          | 5 يوليو 1961      |
|             | بنك التنمية الآسيوي                | 1994                   | 1966              |
|             | يونسكو                             | 22 مايو 1992           | 9 يوليو 1951      |
|             | وكالة ضمان الاستثمار متعدد الأطراف | 12 أغسطس 1993          | 5 أبريل 2000      |
|             | مؤسسة التمويل الدولية              | 30 سبتمبر 1993         | 29 يناير 1992     |
|             | منظمة الشرطة الجنائية الدولية      | ?                      | ?                 |
|             | الأمم المتحدة                      | 2 مارس 1992            | 14 ديسمبر 1955    |
|             | مؤسسة التنمية الدولية              | 23 يوليو 1992          | 28 أكتوبر 1963    |
|             | منظمة حظر الأسلحة الكيميائية       | ?                      | ?                 |

## وصلات خارجية
- موقع وزارة الخارجية الكازاخستانية